# Ullrich Haupt (actor, nacido en 1915)
Ullrich Haupt (10 de octubre de 1915 – 23 de noviembre de 1991) fue un actor alemán nacido en Estados Unidos. Su padre, también llamado Ullrich Haupt, fue un actor alemán que trabajó en películas de Hollywood, regresó a Alemania tras la muerte de su padre en 1931.

## Filmografía seleccionada
- The Comedians (1941) - Komödiant bei der Neuberin
- Alarmstufe V (1941) - Leutnant der Feuerschutzpolizei
- Dreaming (1944) - Johannes Brahms
- Kamerad Hedwig (1945) - Erich König
- Der Scheiterhaufen (1945)
- Die Kreuzlschreiber (1950) - Bauernbursche (uncredited)
- The Angel Who Pawned Her Harp (1959) - Hinrich Prigge
- Homesick for St. Pauli (1963) - Bob Hartau
- Die Rechnung – eiskalt serviert (1966) - George Davis
- Mister Dinamita, mañana os besará la muerte (1967) - General Forman
- Wegen Reichtum geschlossen (1968)
- Salón Kitty (1976) - Professor
- Derrick (Kein schöner Sonntag, 1976; Lissas Vater, 1978) - Herr Schirmer / Georg Hassler
- Target: Un juego peligroso (1985) - Agente viejo
- Escape de Sobibor (1987) - Sgt. Wolf
- Spider's Web (1989) - Baron von Köckwitz